# Arraia-de-colares
A arraia-de-colares (nome científico: Fontitrygon colarensis) é uma espécie de raia tropical da família dos dasiatídeos (Dasyatidae), nativa das águas salobras rasas do estuário do rio Amazonas, no norte do Brasil. Habita baías costeiras durante a estação seca e se afasta da costa na estação chuvosa. É caracterizada por um disco de barbatana peitoral romboide, focinho alongado e uma faixa escura no lábio inferior. Uma espécie razoavelmente grande, com os machos e fêmeas atingindo larguras de disco de 63 centímetros (25 polegadas) e 91 centímetros (36 polegadas) respectivamente. As fêmeas dão à luz de 1 – 4 filhotes, possivelmente anualmente. A arraia-de-colares é visada e capturada como captura incidental pela pesca artesanal e comercial brasileira; essas pressões, juntamente com seu pequeno alcance e baixa taxa reprodutiva, levaram a União Internacional para a Conservação da Natureza (UICN / IUCN) a listar essa espécie como criticamente ameaçada de extinção.

## Etimologia
Raia deriva do latim rāia ou rāja,ae em sentido literal. Foi registrada pela primeira vez no século XIII como raya. Arraia é uma provável forma protética, fruto da aglutinação do substantivo com o artigo definido a. Nessa forma, ocorreu pela primeira vez em 1367 como arraya.

## Taxonomia
A arraia-de-colares foi descrita por Hugo Ricardo Secioso Santos, Ulisses Leite Gomes e Patricia Charvet-Almeida em 2004, na revista científica Zootaxa. O epíteto específico refere-se à ilha de Colares, na baía de Marajó, onde o espécime-tipo, um macho com 2,07 metros (6,8 pés) e com maturidade sexual, foi capturado. Originalmente, a espécie foi classificada dentro do gênero Dasyatis, mas numa reavaliação conduzida em 2016, foi atribuída ao gênero Fontitrygon.

## Distribuição e habitat
A distribuição da arraia-de-colares parece restrita à foz do Rio Amazonas, no norte do Brasil, na área estuarina afetada pela descarga de água doce do rio; também pode ocorrer em áreas adjacentes até a Venezuela. Encontrada a uma profundidade de seis metros (20 pés), realiza movimentos anuais que são influenciados pela salinidade: na estação seca é encontrada nas baías costeiras como Marajó, enquanto na estação chuvosa sai das baías e se desloca para o mar.

## Descrição
A arraia-de-colares tem disco de barbatana peitoral em forma de diamante tão longo quanto largo, com margens arredondadas e um focinho longo que se afunila numa ponta. O focinho da fêmea é mais curto que o do macho, e as bordas do focinho mergulham ligeiramente perto da ponta. Os olhos são pequenos e seguidos por grandes espiráculos. Há uma aba de pele entre as narinas com uma margem posterior franjada e cantos arredondados. O lábio inferior é em forma de arco e forrado por uma distinta faixa reta e escura. A dentição é sexualmente dimórfica: os machos têm dentes pontiagudos e recurvados em 43-45 fileiras de dentes superiores e 45-60 fileiras de dentes inferiores, enquanto as fêmeas têm dentes de coroa plana em 66-77 fileiras de dentes superiores e 75-77 fileiras de dentes inferiores. Existem três-quatro papilas numa fileira transversal no assoalho da boca, que podem ter pontas bifurcadas. As nadadeiras pélvicas são triangulares, com as pontas pontiagudas se estendendo além do disco. A cauda é longa e semelhante a um chicote, medindo mais de duas vezes o comprimento do disco.
Pequenos tubérculos achatados são dispostos aleatoriamente ao longo da linha média dorsal da base da cauda até entre os olhos, afinando em direção à ponta do focinho. As fêmeas também têm tubérculos na parte inferior. A coloração dorsal é marrom-claro uniforme, tornando-se mais escura na cauda e nos clásperes (nos machos), e com margem posterior clara nas nadadeiras pélvicas. A parte inferior é pálida, escurecendo em direção às margens das nadadeiras. Os machos atingem 2,07 metros (6,8 pés) de comprimento e 63 centímetros (25 pés) de largura, enquanto as fêmeas atingem 2,61 metros (8,6 pés) de comprimento e 91 centímetros (36 pés) transversalmente.

## Biologia e ecologia
Tal como outras arraias, é vivípara aplacentária; apenas fêmeas recentemente emprenhadas podem ser encontradas na costa, sugerindo que os movimentos anuais desta espécie podem estar relacionados com a reprodução. Os tamanhos de ninhada observados variam de um a quatro, e o ciclo reprodutivo pode durar um ano.

## Conservação
A União Internacional para a Conservação da Natureza (IUCN) avaliou a arraia-de-colares como criticamente ameaçada, citando sua distribuição geográfica limitada, provavelmente baixa taxa reprodutiva e suscetibilidade a equipamentos de pesca. Esta espécie é abundante na Baía de Marajó durante a estação seca. É capturada de modo acidental na pesca artesanal e comercial visando o bagre no estuário do Amazonas. Além disso, embarcações de pesca industrial do Pará começaram a pescar diretamente essa espécie na década de 2000, com suas capturas sendo exportadas para a Europa. A UICN recomendou que o Brasil implementasse esquemas de conservação de habitat e manejo pesqueiro. Em 2007, a espécie foi classificada como vulnerável na Lista de espécies de flora e fauna ameaçadas de extinção do Estado do Pará; como vulnerável na Portaria MMA N.º 444 de 17 de dezembro de 2014; em 2018, como vulnerável no Livro Vermelho da Fauna Brasileira Ameaçada de Extinção do Instituto Chico Mendes de Conservação da Biodiversidade (ICMBio); e como vulnerável no anexo três (peixes) da Lista Oficial da Fauna Brasileira Ameaçada de Extinção da Portaria MMA Nº 148, de 7 de junho de 2022